# ريغي فورد
ريغي فورد (5 مارس 1907 ببرستل في المملكة المتحدة - 2 أكتوبر 1981) (بالإنجليزية: Reggie Ford)‏ هو لاعب كريكت بريطاني (وحمل سابقاً جنسية المملكة المتحدة لبريطانيا العظمى وأيرلندا). لعب مع نادي مقاطعة غلوستر للكريكت ‏.

## وصلات خارجية
- ريغي فورد على موقع إي آس بي آن كريك إنفو (الإنجليزية)